# 彷徨う花たち
『彷徨う花たち』（さまようはなたち、原題：漂浪青春、英：Drifting Flowers）は、2008年製作の台湾映画。3話から成るオムニバス映画。
日本では、2008年(第17回)東京国際レズビアン&ゲイ映画祭（7月13日,19日）にて上映。

## キャスト
- メイ
- ディエゴ：趙逸嵐（ツァウ・イーラン）
- リリー：陸奔静（イー・チンルー）
- イェン：サム・ワン
- ジン：房思瑜（セレナ・ファン）